# Рук, Карл
Карл Рук (нем. Carl Ruck; 23 декабря 1912 — 1980) — немецкий хоккеист на траве, нападающий. Серебряный призёр летних Олимпийских игр 1936 года.

## Биография
Карл Рук родился 23 декабря 1912 года.
Играл в хоккей на траве за «Франкфурт-1880» из Франкфурта-на-Майне.
В 1936 году вошёл в состав сборной Германии по хоккею на траве на летних Олимпийских играх в Берлине и завоевал серебряную медаль. Играл на позиции нападающего, провёл 1 матч, мячей не забивал.
В 1936—1942 годах провёл за сборную Германии 6 матчей.
Умер в 1980 году.